# Hohburkersdorf
Hohburkersdorf je vesnice, místní část města Hohnstein v německé spolkové zemi Sasko. Nachází se v zemském okrese Saské Švýcarsko-Východní Krušné hory a má 92 obyvatel.

## Historie
Hohburkersdorf byl založen během velké středověké kolonizace jako lesní lánová ves. V písemných pramenech je prvně zmiňován roku 1359 jako Burckharsdorff. V roce 1965 se do té doby samostatná obec spojila se sousedním Zeschnigem do nové obce Zeschnig-Hohburkersdorf. Ta byla roku 1972 přičleněna k obci Rathewalde a od roku 1994 je součástí města Hohnstein.

## Geografie
Vesnice se rozkládá na severní hranici oblasti Saského Švýcarska, kde se střetávají labské pískovce a lužická žula. Nejvyšším bodem je Hohburkersdorfer Rundblick s nadmořskou výškou 398 m nacházející se jižně od vesnice. Vsí protéká potok Hohburkersdorfer Bach, pravý přítok potoka Goldflüsschen patřící do povodí Polenze.